# Табіна (озеро)
Та́біна (ест. Tabina järv) — природне озеро в Естонії, у волості Вастселійна повіту Вирумаа.

## Розташування
Табіна належить до Чудського суббасейну Східноестонського басейну.
Озеро лежить на північ від села Табіна.

## Опис
Загальна площа озера становить 33,1 га, площа водної поверхні — 22,4 га, площа 4 острівців на озері — 10,7 га. Довжина водойми — 250 м, ширина — 100 м. Довжина берегової лінії — 8 349 м.
Із заходу в озеро вливається струмок Корґисілла (Korgõsilla oja), який потім витікає зі східного краю водойми.
На озері зберігаються місця постійного зростання латаття білого (Nymphaea alba) та глечиків малих (Nuphar pumila).